# Subotički tamburaški orkestar
Subotički tamburaški orkestar, tamburaški je orkestar iz Subotice. 

## Osnovne informacije
Promovira glazbeni folklor bunjevačkih Hrvata. Osnivači su od samih početaka željeli istražiti veće mogućnosti tamburaškog zvuka, pa su tako u repertoar uvrstili i klasičnu glazbu, ozbiljnu glazbu i evergreene. U istraživanju glazbenih mogućnosti tambure se išlo i dotle da se napravilo manje forme od više svirača, kao što je npr. komorni sastav.
Orkestar je izvodio djela skladatelja koji su pisali djela za tamburu, kao što su djela profesora na novosadskoj Muzičkoj akademiji Zorana Mulića, Miroslava Štatkića, Rudolfa Bruccija, autora koji nisu pisali za tamburu, nego npr. za orgulje, kao što je to bio Albe Vidaković i drugih.
Voditelj orkestra je Stipan Jaramazović. Višegodišnji dirigent je Zoran Mulić (od 1984. do 2010. godine), profesor na novosadskoj Muzičkoj akademiji, a jednu godinu je orkestrom ravnao István Balázs Piri. S orkestrom su radili i drugi dirigenti, ali samo za pojedinačne projekte (s. Mirjam Pandžić i dr.).
Zajedničke nastupe sa Subotičkim tamburaškim orkestrom su imali i vokalni solisti Josip Francišković, Marija Jaramazović, Ivana Mulić, Antonija Piuković, Kristina Vojnić Purčar Tamara Štricki i drugi.
Orkestar ima više od sto članova, a djeluje u više sekcija:
- sekcija za najmlađe koja služi za uvježbavanje novih članova, utemeljena 1982., oko 20 članova
- Dječji tamburaški orkestar, 20 članova u uzrastu od 4. do 7. razreda
- Juniorski tamburaški orkestar, 20 članova u uzrastu od 8. razreda i stariji
- veliki orkestar, 25-30 članova, skupina koja nastupa po koncertima

## Povijest
Osnivači su Stipan Jaramazović, višegodišnji voditelj, Stipan Prćić Baćo (Gornji Tavankut), višegodišnji član orkestra i aranžer, Pere Ištvančić, od 2003. voditelj orkestra u zagrebačkom folklornom ansamblu LADU a danas član tamburaškog orkestra HRT. Pored njih osnivači su još: Jelena Jaramazović, Lazar Malagurski, Petar Ušumović, Ivica Vidaković, Ivan Mamužić koji su i bili prvi članovi orkestra.
Ideje za formiranje orkestra je nastala 1975. u krugu društva s kojim je Stipan Jaramazović 1960-ih svirao u tamburaškom orkestru OKUD-a "Mladost". Svi su bili stava da su bili nezadovoljni stanjem u tamburaškoj glazbi te su odlučili osnovati svoj orkestar. Orkestar je osnovan nakon 2 godine razgovora i nastojanja. Željeli su da njihov orkestar ne bude ograničen na uske folklorne okvire, jer su smatrali na orkestar ne može graditi budućnost na toj uskogrudnosti. Pri tome se nastojalo da se ne pobjegne od glazbene fizionomije bunjevačkih Hrvata.
Orkestar je utemeljen 6. studenog 1977. Osnivači su namjeravali nazvati orkestar imenom Pere Tumbasa Haje, no Socijalistički savez se izričito protivio tome. Zabranu nikad nije obrazložena te je usvojen drugi prijedlog Stipana Jaramazovića kojim je orkestar nazvan Subotički tamburaški orkestar.
Orkestar je prve 3 godine radio bez dirigenta, potom je orkestar jednu koncertnu sezonu vodio István Balázs Piri, a od 1984. orkestrom dirigira Zoran Mulić. Repertoar od tih dana su sastavljali zajedno Stipan Jaramazović i Zoran Mulić.
Orkestar je nastupao diljem po Vojvodini i diljem svijeta, u Hrvatskoj, Izraelu, Belgiji, Španjolskoj, Njemačkoj, Mađarskoj, Sloveniji i po bivšem SSSR-u.

## Izdanja
- 1993.: video-kaseta Kao kap vode na dlanu
- 2000.: audio-kaseta Tamburaški snovi
- 2010.: CD Tambura u duši

## Nagrade
- prva nagrada sumacum laude na Europskom glazbenom festivalu za mlade 1979. u Neerpeltu u Belgiji
- prva nagrada na festivalima tamburaške glazbe u Osijeku
- Niz prvih nagrada s festivala tamburaških orkestara Srbije u Rumi
- Iskra kulture Vojvodine
- i još mnoge druge